# Occoches
Occoches (picardisch: Ocoche) ist eine nordfranzösische Gemeinde mit 124 Einwohnern (Stand 1. Januar 2022) im Département Somme in der Region Hauts-de-France. Die Gemeinde liegt im Arrondissement Amiens, ist Teil der Communauté de communes du Territoire Nord Picardie und gehört zum Kanton Doullens.

## Geographie
Die Gemeinde liegt an rechten (nördlichen) Ufer des Flusses Authie rund sechs Kilometer westlich von Doullens. Petit Occoches am gegenüberliegenden Flussufer gehört zur Nachbargemeinde Outrebois.

## Geschichte
Der Ort wird 1138 als Alcoch erstmals genannt. 1507 ging er von der Familie de Beauval an die Familie du Roy über.

## Einwohner
| 1962 | 1968 | 1975 | 1982 | 1990 | 1999 | 2006 | 2011 |
| ---- | ---- | ---- | ---- | ---- | ---- | ---- | ---- |
| 164  | 142  | 135  | 133  | 137  | 121  | 128  | 126  |

## Sehenswürdigkeiten
- Kirche Saint-André